# Lenovo

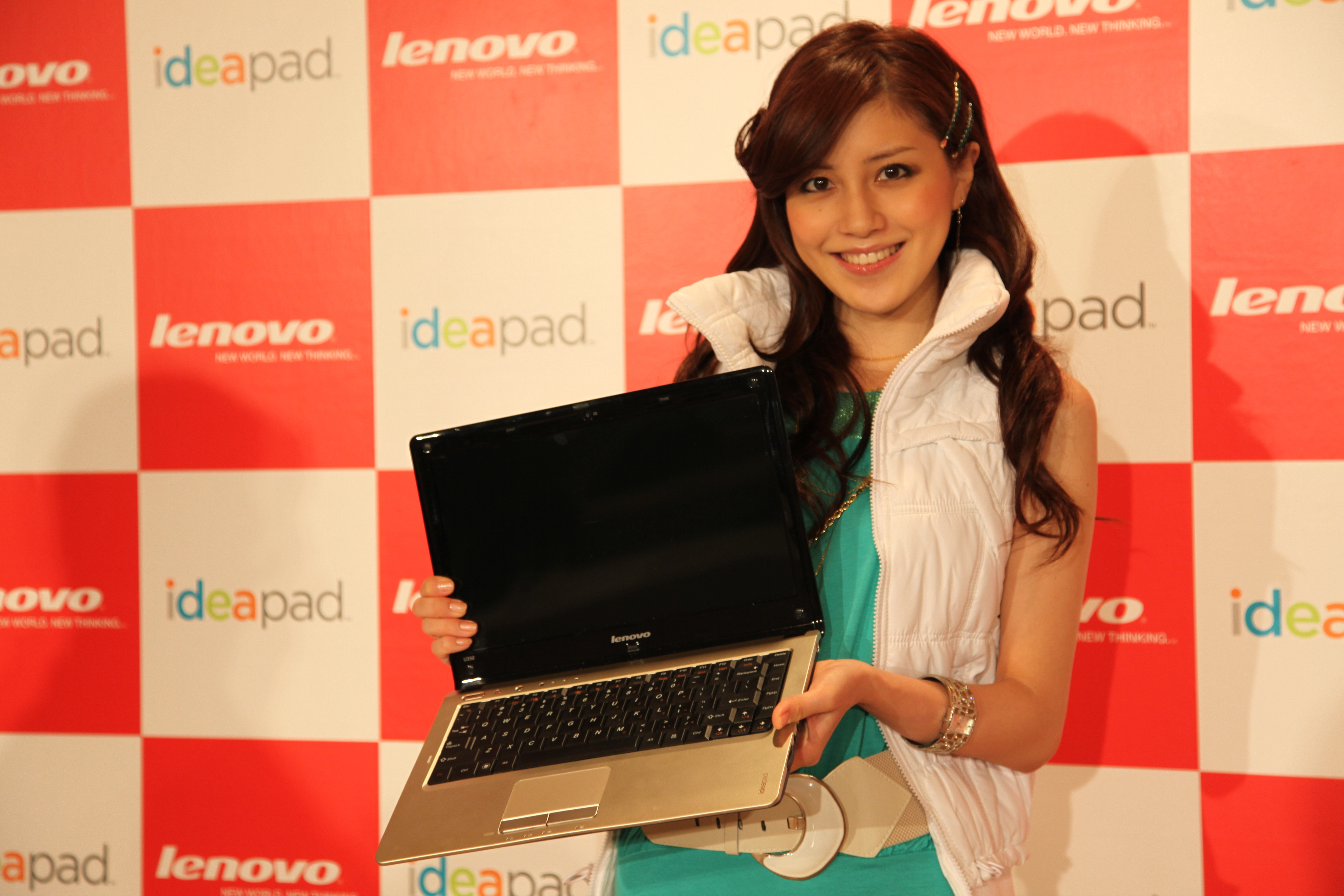
Model Lenovo IdeaPad na zahajovací párty v Japonsku.

Lenovo Group Limited (zjednodušená čínština: 联想, tradiční čínština: 聯想) je největší světový výrobce počítačů – nadnárodní firma s hlavním sídlem v Číně (v Hongkongu) a dalšími dvěma ve Spojených státech a Singapuru, která kromě výroby počítačů a periferií vyvíjí i související technologie. V lokalitách, kde sídlí, a též v městech jako Šanghaj, Šen-čen, Sia-men a Čcheng-tu v Číně a Jamato v Kanagawské prefektuře v Japonsku, vede výzkumná střediska. Kromě toho má 7 výrobních center v Číně, Malajsii, Indii, USA a Mexiku, a čtyři hlavní obchodní pobočky – opět v Pekingu, Singapuru a Morrisville v USA a též v Paříži.
Původně (od roku 1988, kdy se stala korporací) působila pod značkou Legend, později byl její název změněn na portmonteau „nová legenda“ (latinsky Legend novo). V roce 2005 firma koupila počítačovou divizi IBM a zařadila se mezi největší výrobce počítačů na světě. V lednu 2014 souhlasilo Lenovo s převzetím divize mobilních zařízení firmy Motorola Mobility od firmy Google. Spekulovalo se o nákupu notebooků Vaio od firmy Sony, k nákupu však nedošlo.

## Složení akcií Lenovo
Lenovo je veřejnou obchodní společností, obchodovatelnou na Hongkongské burze a americkém OTC Bulletin Board. Je z 50,4 % ovládána veřejnými akcionáři, 42,3 % si drží Legend Holdings Limited, 6,6 % Texas Pacific Group. Společnost IBM měla ještě v roce 2005 podíl 18,9 %, ale od té doby jej postupně snižovala, až klesl pod 5% úroveň. Zajímavé je, že 65 % akcií Legend Holdings Limited (a tedy 27 % Lenovo) vlastní vláda Čínské lidové republiky. Legend Holdings též z části patří Čínské akademii věd.

## Produkty

### ThinkPad
ThinkPad je značka notebooků původně vyvinutá, vyráběná a prodávaná firmou IBM. Vyznačuje se konzervativním, hranatým, černým designem, důrazem na maximální kvalitu zpracování a mechanickou odolnost, spolehlivostí a pokročilými funkcemi zabezpečení dat. Z těchto důvodů se těší počítače ThinkPad oblibě v business sféře a díky své mechanické odolnosti také při práci v náročném prostředí. ThinkPady jsou mimo jiné jediným modelem notebooků, který je certifikován pro použití na Mezinárodní vesmírné stanici ISS. Označení ThinkPad nese také pracovní tablet, který se ve světě začal prodávat 23. srpna 2011.

### IdeaPad
IdeaPad je řada přenosných počítačů, která byla představena v lednu v roce 2008. Ideapad je výsledkem vlastního výzkumu a vývoje, na rozdíl od ThinkPadu nemá svou značku a design převzatý od IBM. Řada IdeaPad se odlišuje od ThinkPad zejména svou uživatelskou přívětivostí.
V říjnu 2012 firma představila notebook IdeaPad Yoga 13 běžící na operačním systému Microsoft Windows 8, tento notebook může být otočením obrazovky na svou zadní stranu přetransformován na tablet. Lenovo následně vydalo IdeaPad Yogu 11 běžící na operačním systému Windows RT a oznámilo IdeaPad Yogu 11S běžící na Windows 8. V listopadu 2013 Lenovo představilo konvertibilní zařízení ultrabook Lenovo Yoga 2 Pro, které může být použit jako tablet, i jako přenosný počítač. Yoga 2 Pro je tenčí než Yoga 13. Má zkosené hrany, propůjčující mu vzhled bližší konvenčním ultrabookům odlišný od designu dřívějšího modelu, který byl symetrický, podobný knize. S váhou 1,39 kilogramy je Yoga 2 Pro výrazně lehčí než Yoga 13. Yoga 2 Pro má jemnou gumovou obrubu kolem okraje jeho horní poloviny, což zabraňuje uklouznutí na tvrdém povrchu v režimu „stanu“. Yoga 2 Pro přichází s podsvícenou klávesnicí. Na rozdíl od dřívějších produktů se dotykové tlačítko „home button“ nachází v dolní části, uprostřed pod displejem. Lenovo přesunulo tlačítko napájení ze středu na stranu, aby se zabránilo náhodnému stisknutí.
V říjnu 2014 Lenovo představilo ultratenký 13,3 palcový dotykový notebook Yoga 3 Pro vybaven pantem, jenž umožňuje použití tohoto zařízení jako tablet. Notebook je založený na Broadwellu. Používá procesory Intel core M a je standardně dodáván s SSD disky. Obrazovka má rozlišení 3200×1800 pixelů a podporuje multitouch. Šířka zařízení je 13 milimetrů. Závěs Yogy 3 se výrazně odlišuje od předchozího modelu. Nový celokovový závěs se odkazoval na Lenovo jako „watchband“. Na rozdíl od dvou montážních bodů jich má tento model šest, což zajišťuje pevnější pocit a konstrukční pevnost.

### Tablety Yoga
Od roku 2013 vyrábí Lenovo i tablety pod značkou Yoga. Ty se vyznačují netradiční konstrukcí, která obsahuje integrovaný stojánek nebo možností zavěšení na stěnu. Díky konstrukci tablety rovněž obsahovaly nadstandardně velkou baterii. V roce 2016 jde do prodeje model Yoga Book, který se konstrukčně podobá notebookům, ale mechanická klávesnice je nahrazená virtuální klávesnicí.

### ThinkCentre
ThinkCentre je označení pro pracovní stolní počítače od společnosti Lenovo. Pod tímto označením začala tyto desktopy vyrábět v roce 2003 ještě IBM. Vzhledem k cílení na business sektor se tato zařízení (stejně jako notebooky ThinkPad) vyznačují konzervativním vzhledem, funkcemi zabezpečení dat nebo nízkou spotřebou energie. Řada ThinkCentre zahrnuje modely všech velikostí, od USFF (ultra small form factor), SFF (small form factor), mini tower, tower a také počítače typu all-in-one.

### IdeaCentre
První počítač s označením IdeaCentre K210 byl představen 30. června 2008. IdeaCentre představuje produktovou řadu konzumních stolních počítačů pro běžné uživatele a stejně tak, jako řada IdeaPad, nabízí zejména multimediální funkce a herní výkon. Modely této řady jsou dostupné v různých formátech a typech, včetně stále populárnějšího all-in-one.

### Legion
Legion je série notebooků a tabletů cílící především na herní výkon. První notebook této řady byl představen na CES 2017, a to konkrétně modely Legion Y520 a Legion Y720. Dne 6. června 2017 byl vydán další a to Legion Y920, s Intel Core i7-7820HK a Nvidia GeForce GTX 1070.
Na E3 2018, Lenovo oznámilo tři nové notebooky s novým designem a to modely Y530, Y730 a Y7000.
V roce 2020, Lenovo vdalo modely Legion 3, 5, 7. Tyto každý rok aktualizuje s novými procesory nebo grafickými kartami. Modely s "i" za číslem 5 nebo 7 mají procesory Intel, konkrétně Intel Core (např. Lenovo Legion 5i), modely bez "i" mají procesory AMD, konkrétně AMD Ryzen (např. Lenovo Legion 5). Jednoduše jde o herní řadu Lenova.
V roce 2021, Lenovo vydalo modely s označním Lenovo Legion 5 Pro. Tyto modely mají lepší displej než klasické Legion, primárně co se týče barev a jasu, ale také rozlišení. Jsou zde i modely s poměrem stran displeje 16:10.

### Další produkty Lenovo
- LCD monitory, včetně pracovní řady ThinkVision
- Chytré telefony (dostupné i v ČR) a chytré televize (dostupné pouze v Číně)[21]
- Servery ThinkServer
- Příslušenství a periferie